# Dubal
Dubal (Dubai Aluminium) est une entreprise de fabrication d'aluminium, basée à Dubai aux Émirats arabes unis. Elle possède également des installations de production d'électricité ainsi qu'une usine de désalinisation.
En 2013, Dubal fusionne avec EMAL (Emirates Aluminum) pour former EGA (Emirates global Aluminium).
Par sa filiale GAC (Guinea Alumina Corporation), le groupe exploite le gisement de bauxite de la Région de Boké en Guinée. 